# Шарлотта Бронте
Шарло́тта Бро́нте (англ. Charlotte Brontë, МФА: [/bɹɑnti/], 18 або 21 квітня 1816 — 31 березня 1855), псевдонім Каррер Белл — англійська письменниця й поетеса. Авторка знаменитих романів «Джейн Ейр», «Вільєтт», «Вчитель».

## Життєпис
Народилася в сім'ї Патріка Бронте й Мері Бренвелл третьою з п'яти сестер і брата. Батько мав ірландське походження і працював англіканським священником у сільській глушині Західного Йоркшира. Вже у дитинстві була малого зросту (близько 150 см), тендітна, сором'язлива до звички крутитися в кріслі, аби не дивитись в очі співрозмовнику. Її кумиром був герцог Веллінгтон.
Батько був суворим і похмурим. Мати померла, коли Шарлотті виповнилося п'ять. Через брак коштів, не маючи змоги найняти гувернантку для дітей, батько 1824 року віддав чотирьох старших сестер до благодійної школи для дочок духівництва в Кован-Бріджі. Втім, Шарлотта провчилась там тільки рік: 1825 в школі спалахнула епідемія тифу через погане харчування й антисанітарні умови. Від тифу померла старша, 12-річна сестра Марія. Батько повернув дітей додому, однак це не врятувало 11-річну Елізабет, яка померла за кілька місяців від туберкульозу, яким, ймовірно, теж заразилась у школі. Ранні спогади дитинства: сухе ставлення батька, похмурий родинний дім біля цвинтаря, важкі умови в Кован-Бріджі та перші родинні втрати — справили сильне враження на Шарлотту і відбилися на її творчості, зокрема, були зображені в романі «Джейн Ейр».

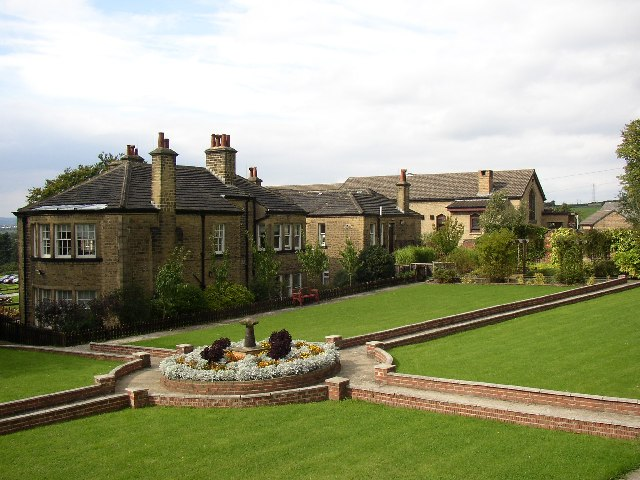
Ро-гедська школа

Після повернення з Кован-Бріджа 9-річна Шарлотта змушена була взяти на себе обов'язки господині в родинному домі. Лише 1831 року сестри вступили до школи в Ро-Геді. Тиха і сором'язлива Шарлотта стала улюбленицею закладу, вражаючи учениць художнім хистом, ерудицією та чудовою пам'яттю, іноді цитуючи по кілька сторінок з улюблених книжок. У школі вона познайомилась з Мері Тейлор і Еллен Нассі, з якими товаришувала все життя. Навчання в Ро-Геді, теж нетривале, завершилось 1832 року, але вже у 1835-му Шарлотта повернулася до рідної школи вчителькою і пропрацювала там до 1839-го. У травні того року вона влаштувалась гувернанткою в сім'ю Сіджвіків, однак господарі дому ставились до Бронте принизливо, як до рабині, а вихованець — Джон Бенсон Сіджвік — одного разу пожбурив у неї Біблією. Вважають, що саме з нього Шарлотта Бронте списала героя роману «Джен Ейр» Джона Ріда. Ро-гедські околиці на початку XIX століття були центром луддитського руху, події якого надихнули її на створення роману «Шерлі».
Гувернанткою пропрацювала до 1841 року. Отримавши після смерті тітки невелику спадщину, Шарлотта з сестрою Емілі вирушає навчатися до Брюсселя. З 1842 по 1844 рік сестри вивчали французьку й німецьку, при цьому для оплати навчання Шарлотта одночасно викладала англійську в пансіоні, а Емілі — музику. Під час навчання Бронте закохалась в одруженого вчителя пансіону, але роман не отримав розвитку. 1845 року сестри Бронте здійснили давню спільну мрію, заради якої так важко працювали і вдосконалювали знання, — відкрили школу для дівчат в рідному місті (на той час їхня сім'я переїхала до Геворта). Майбутнім вихованкам пропонували вивчати широкий на той час перелік дисциплін: англійську граматику, арифметику, французьку, німецьку, латинську мови, історію, географію, музику і малювання. Однак сестрам не пощастило залучити жодної учениці. На додаток батько втратив зір, а брат почав пиячити. Крім фінансового краху й сімейних негараздів, Шарлотта у листах нарікала на атмосферу стагнації в Геворті, відсутність перспектив і можливостей для самовираження. Ці причини спонукали сестер шукати інших шляхів для творчої реалізації. Вже 1846 року вони видали спільну поетичну збірку під псевдонімами (Шарлотта обрала псевдо Каррер Белл), а з 1847 почали працювати на літературній ниві окремо. 1847—1849 роки стали вершиною творчої кар'єри Шарлотти Бронте, попри смерть у цей час обидвох сестер і брата. Вона продовжувала писати до 1853 року, після чого її здоров'я стало погіршуватись.
Успіх перших романів Шарлотти Бронте відкрив їй шлях до вищих світських кіл. У видавничих справах вона часто навідувалася до Лондона, де познайомилася з письменницею Елізабет Гаскелл, письменником Вільямом Теккереєм та літературним критиком Дж. Л'юїсом. Втім, вона ніколи не покидала самотнього батька, якого доглядала, довше ніж на кілька тижнів.
1854 року, попри хворобу, одружилася з помічником батька, дияконом Артуром Беллом Ніколлсом. Біографи по-різному оцінюють вплив чоловіка на письменницю: від сприятливого до вкрай негативного. Після 9-ти місяців шлюбу, 30 березня 1855 року вагітна Шарлотта Бронте померла у 38 років від швидкоплинного туберкульозу, однак деякі біографи вважають причиною епідемічний висипний тиф, яким вона заразилась від служниці Табіти Акройд, або зневоднення і недоїдання, викликані важкими нападами токсикозу вагітності.
Похована в родинному склепі церкви святого Михаїла і всіх ангелів в Герворті.

## Творчість
Шарлотта Бронте, як і її сестри та брат, рано виявила мистецькі здібності. Всі діти Бронте полюбляли літературу і музику. Ще у 1826 році Шарлотта з Бренвеллом почали, граючись, писати історію вигаданої країни Енгрії, що за їхніми задумами знаходилась десь у Західній Африці, в дельті Нігеру. Натомість Енн та Емілі вигадали країну Ангору. Діти багато років дописували історію країн, і в цій творчості проявилась неабияка обізнаність з тогочасними політичними справами Англії. Знання вони брали з газет, до читання яких їх змалку привчив батько.
Перша «доросла» літературна творчість Шарлотти Бронте тяжіла до поезії. 1837 року вона надіслала один зі своїх віршів на розгляд придворному поетові Роберту Сауті. Однак той у листі у відповідь порадив Шарлотті назавжди облишити мрію про літературну кар'єру, «бо це відвертає жінку від виконання сімейних обов'язків». Ця груба відповідь дуже зранила майбутню письменницю, на деякий час вона полишила писати. Попрацювавши гувернанткою і зазнавши невдачі із школою для дівчат, вона з сестрами повернулась до поезії. 1846 року тріо сестер Бронте видало спільну віршовану збірку. Остерігаючись, що літературний дебют жінок чоловіче коло сприйме несхвально, публікувались під псевдонімами «Каррер, Елліс і Ектон Белл» (ініціали власні, Беллом звали одного з батькових помічників, з яким Шарлотта одружиться, а ім'ям Каррер вона увічнила благодійницю Френсіс Мері Річардсон Каррер, яка допомагала сестрам заснувати школу). Поетична збірка не привернула уваги публіки, з накладу було продано лише два примірники.

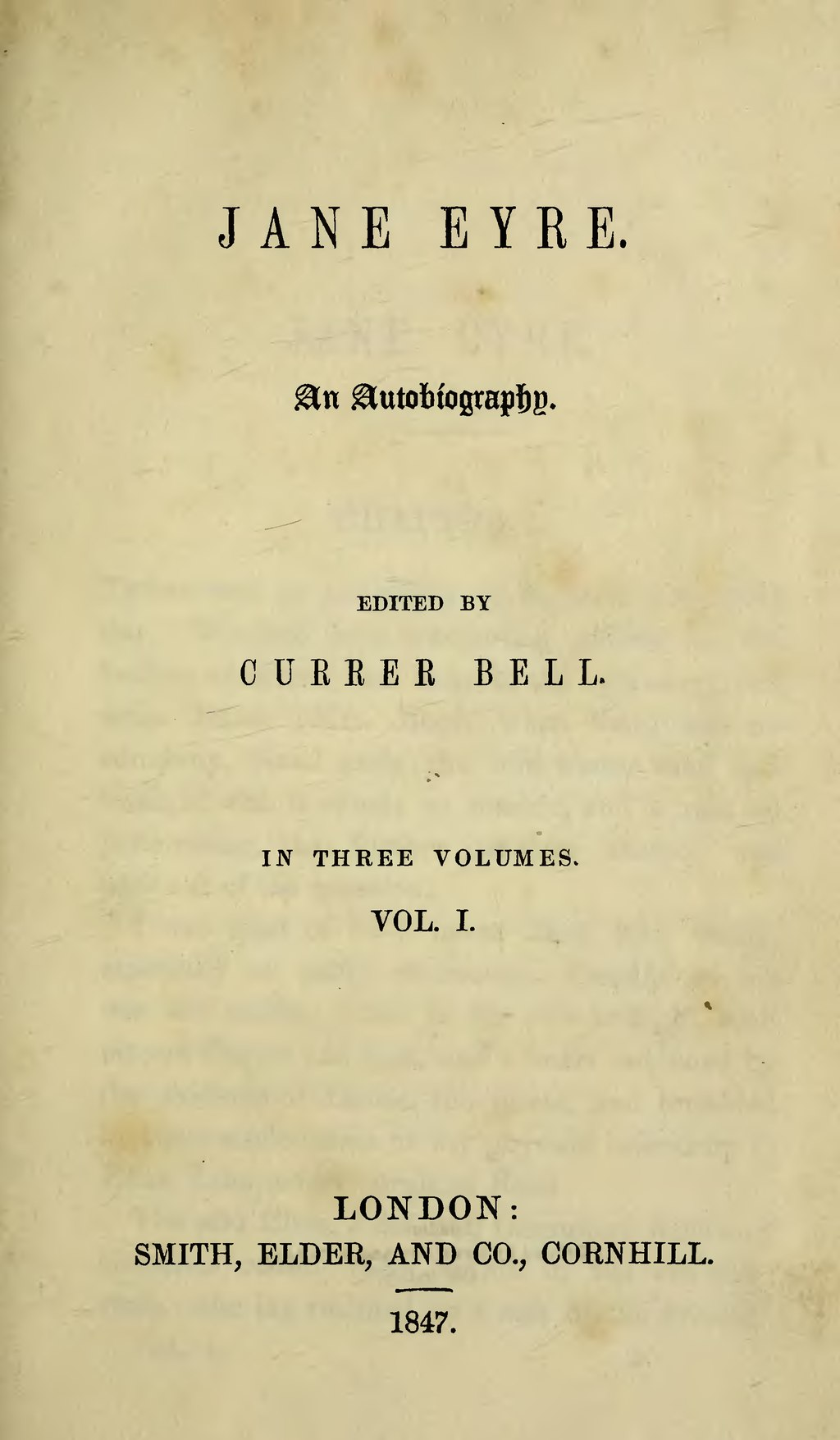
Титульна сторінка першого видання «Джейн Ейр».

Це не засмутило сестер, і 1847 року кожна з них видала по власному твору під тими ж псевдонімами: Шарлотта написала повість «Вчитель» («Учитель»), Емілі — «Буремний перевал», а Анна — «Аґнес Ґрей». Останні дві повісті знайшли собі видавця, a «Вчитель» був відкинутий усіма. Лише після смерті письменниці її чоловік Артур Ніколлс видав роман під власною редакцією. Фабула твору заснована на досвіді навчання, який Шарлотта отримала в Брюсселі. Сюжетна лінія «Вчителя» дещо схожа на пізніший роман «Віллєт», в ньому помітні антикатолицькі настрої, мотиви емансипації, прихильницею якої була Шарлотта Бронте.
Бронте з притаманною їй пристрастю продовжила свою літературну діяльність і вже наступного року видала роман «Джен Ейр», який відразу приніс їй успіх і був перекладений багатьма європейськими мовами. Цей твір і досі залишається найвизначнішим у її доробку. «Джен Ейр» також містить автобіографічні алюзії, емансипаційні погляди, однак антиклерикальних настроїв не містить, натомість є романтична сентиментальність. В прозаїчному загалом романі авторка деінде використовує віршовані рядки відомих поетів, що зображає її власні поетичні смаки.
У жовтні 1849 року публікує новий роман «Шерлі», в якому зобразила події руху луддитів (Англію якраз охопив чартизм). Хоча за соціально-критичним реалізмом «Шерлі» наближається до творчості англійських класиків, як-от Вільяма Теккерея, Елізабет Гаскелл, Чарлза Діккенса, однак публікою він був сприйнятий прохолодно.
1853 року написано останній роман «Віллєт». Втративши сестер і брата, письменниця повернулася у творчості до років свого навчання, тому в окремих епізодах цей твір схожий на перший — роман «Вчитель». З усіх творів Шарлотти Бронте «Віллєт» вважається найбільш автобіографічним. Посмертно були опубліковані й дитячі твори письменниці про вигадану країну Енгрію.

## Вшанування

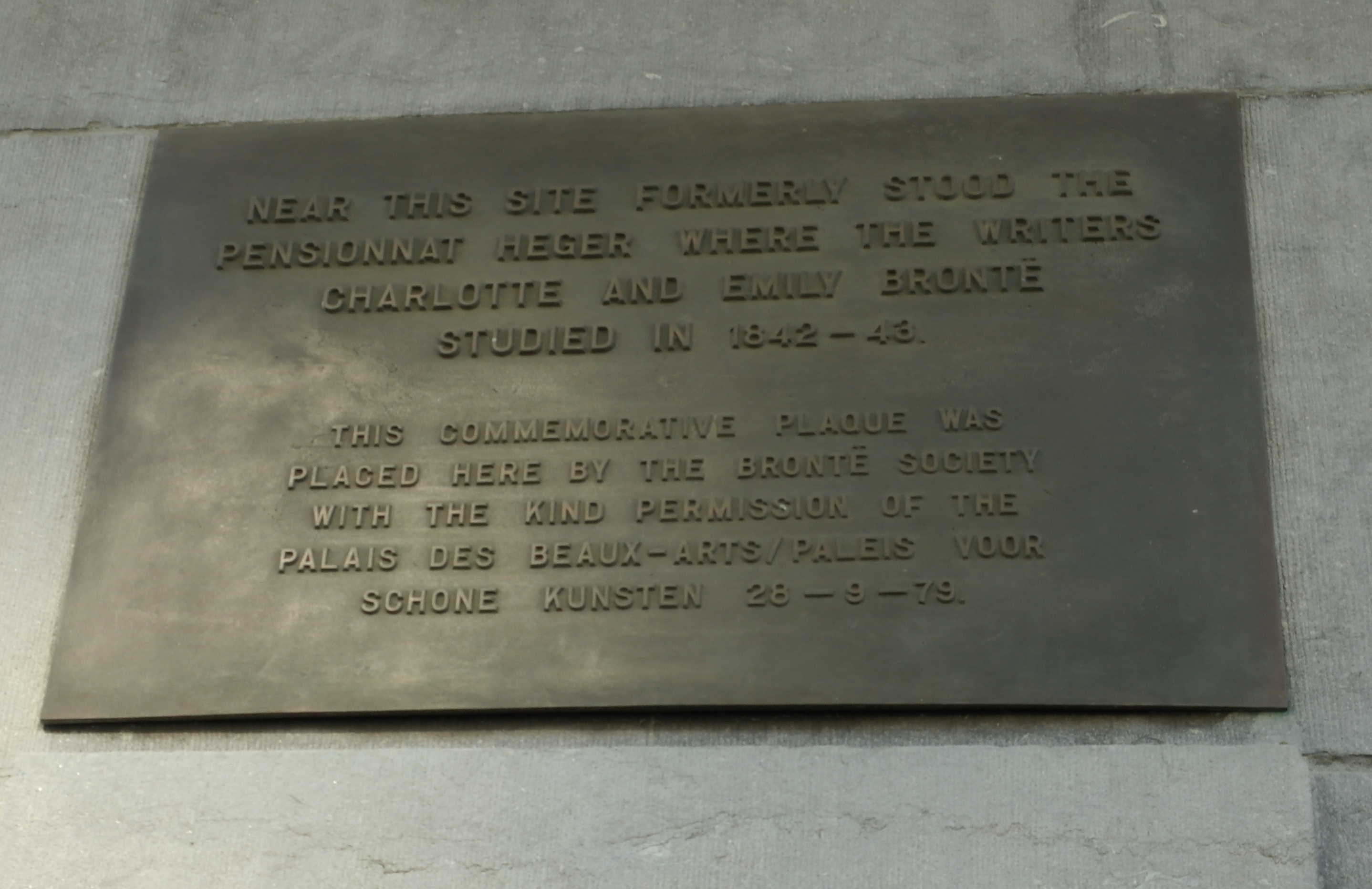
Пам'ятна дошка на стіні колишнього пансіону (нині Центр красних мистецтв) у Брюсселі.

Сестри Бронте стали письменницями, твори кожної з них набули популярності, однак найвизначнішою в родині стала Шарлотта Бронте. Можливо, її талант розвинувся завдяки довшому за сестер життю, і її творчість, вдосконалюючись, встигла набути рис зрілої літератури. За мотивами «Джен Ейр» було знято декілька фільмів і серіалів.
Смерть Шарлотти Бронте поглибила інтерес до її доробку і особистості. Практично відразу почалася робота над її біографією. Подруга Шарлотти, відома письменниця Елізабет Гаскелл, видала у 1857 році «Життя Шарлотти Бронте», однак їй закидали надмірну увагу до подробиць особистого життя Шарлотти.
Будинок, в якому мешкала родина Бронте, перетворено на меморіальний музей. Родинний склеп з часом перетворили на каплицю, яку відвідують багато прихильників творчості сестер Бронте. На брюссельському будинку, в якому знаходився пансіон, де навчались Шарлотта й Емілі, з 1980 по 2017 рік висіла пам'ятна дошка. 
На честь письменниці названо астероїд 39427 Шарлоттабронте. Вона вшанована на Поверсі спадщини Джуді Чикаго.
Показово, що газета «Нью-Йорк таймс» свого часу не відзначила смерть письменниці некрологом, однак коли помер її чоловік, у газеті був опублікований некролог з лаконічним змістом «Помер чоловік Шарлотти Бронте».

## Українські переклади
- Джен Ейр / Ш. Бронте; пер. з англ.: П. Соколовський; передмова: Т. Денисова.— Київ: Дніпро, 1971.— 461 с. — (Вершини світового письменства Т. 11). [Архівовано 26 квітня 2015 у Wayback Machine.]
- Учитель / Шарлотта Бронте; пер. з англ. Ірини Бондаренко. — Тернопіль: Навчальна книга — Богдан, 2016. — 336 с.

## Образ у літературі
Дитинство Шарлотти та її сестер описане у книзі для дітей «Володимир Лис про Сократа, Данила Галицького, Фернандо Маґеллана, Ісаака Ньютона, Шарлотту, Емілі, Енн Бронте» / В. Лис — Київ : Грані-Т, 2008. — 136 сторінок — Серія «Життя видатних дітей». — ISBN 978-966-465-159-9.